# Station Bożepole Wielkie
Station Bożepole Wielkie is een spoorwegstation in de Poolse plaats Bożepole Wielkie aan de lijn van Gdańsk naar Stargard. 
Na het Verdrag van Versailles in 1919 werd dit het Duitse grensstation aan de grens tussen Duitsland en Polen, bij de zogeheten Poolse Corridor die Polen toegang tot de Oostzee gaf. Toen Duitsland bij het begin van de Tweede Wereldoorlog in 1939 Polen binnenviel kwam hieraan een eind. Na 1945 werd heel Pommeren Pools en lag het station voortaan in Polen.